# Jennings (Maryland)
Jennings – jednostka osadnicza w Stanach Zjednoczonych, w stanie Maryland, w hrabstwie Garrett.